# Alberton (Ilha do Príncipe Eduardo)
Alberton é uma cidade localizada no condado de Prince, na província canadense da Ilha do Príncipe Eduardo. Ela está situado na parte ocidental do município no Lote 5. A população era de 1.149 a partir do censo de 2016.
Alberton é um centro de serviços para a pesca local e comunidades agrícolas, e é adjacente à comunidade e ao porto de Northport.